# Сута, Роман

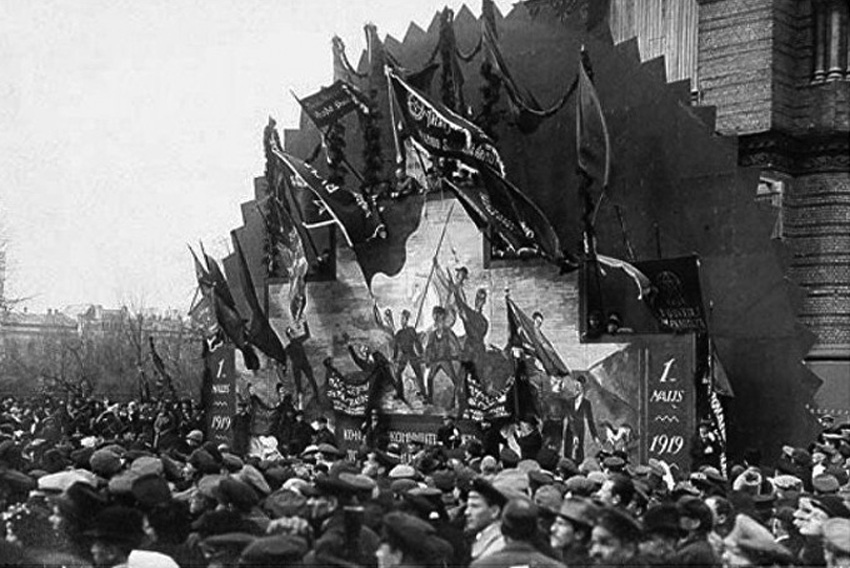
Декоративное панно к празднованию
1 Мая 1919 года. Рига. Эспланада

Роман Сута (латыш. Romans Suta; 28 апреля 1896 — 14 июля 1944) — латвийский художник, дизайнер и педагог. Входил в «Рижскую группу художников». Один из основателей мастерской по росписи фарфоровых изделий «Балтарс».

## Биография
Родился 28 апреля 1896 года в Дзербенской волости Венденского уезда в семье владельца небольшого магазина Екаба Суты.
После учёбы в Валкской начальной школе окончил экстерном Псковское реальное училище (1912). Учился в частной студии Ю. Мадерниекса (1913), в Рижском городском художественном училище у В. Пурвитиса и Я. Тилберга (1913—1915). В 1915 году вместе с семьёй эвакуировался в Петроград. Окончил Художественную школу в Пензе (1917).
В августе 1917 года добровольно вступил в ряды Земгальского латышского стрелкового полка. В конце того же года вернулся в Латвию, входил в группу художников-экспрессионистов (1919), один из основателей и активных членов Рижской группы художников (1920—1926), мастерской росписи по фарфору Балтарс (1924—1929), член Рижского общества художников-графиков (1929—1934). С 1926 года участник выставок Художественного объединения «Зелёная ворона».
В 1923 году в качестве стипендиата Латвийского культурного фонда посетил Берлин, Дрезден и Париж. Имел личные контакты с Амеде Озанфаном, Ле Корбюзье, Маркусом Люперцом.
Обладатель золотой (за стилистические идеи национального конструктивизма) и бронзовой (за роспись по фарфору) медалей на Международной выставке современных декоративных и промышленных искусств 1925 года в Париже, серебряной медали (за Кузнецовскую керамику) на Международной выставке 1935 года в Брюсселе, Гран При на международной выставке 1937 года в Париже за хрусталь Ильгюциемской фабрики.

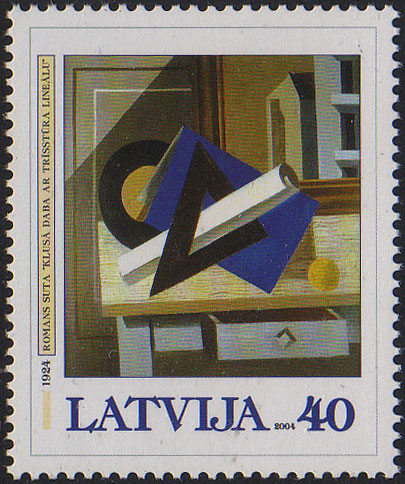
Натюрморт с угольником. Роман Сута, 1924 год.
Почтовая марка Латвии

Вместе с Ото Скулме работал над праздничным Первомайским оформлением Риги в 1919 году. Занимался оформлением интерьеров. Был одним из основателей культурного общества Латвия-СССР (1926), художником-оформителем павильона СССР на международной промышленной выставке (1928). Участвовал в оформлении Сельскохозяйственной выставки в Елгаве (1936), Ремесленно-художественной выставки в Риге (1938), был главным художником оформления латвийских павильонов на Международной выставке в Париже (1937) и на Лейпцигской ярмарке (1939).
Работал главным художником Рижской фарфорово-фаянсовой фабрики Кузнецова и Ильгюциемского стекольного завода (1931—1940).
Руководил студией рисунка в Рижской народной высшей школе (1929—1934) и в частной художественной студии (1934—1940). Работал художником-постановщиком Рижской киностудии (1939—1941), был главным художником первого в Советской Латвии игрового фильма «Каугурское восстание». В 1941 году эвакуировался в Грузию, работал художником на киностудии «Грузия-фильм». В 1943 году был арестован  и в 1944 году расстрелян. Реабилитирован в 1959 году.
По словам друга Романа Суты писателя Чабуа Амирэджиби,  «после того как началась война между Германией и СССР, мой близкий друг и ровесник Леван (он же Мустафа) Александрович Шелия основал нелегальную национально-освободительную организацию "Тетри Гиорги", в которой вместе со мной объединились как грузины <...>, так и негрузины, проживающие в Тбилиси — художник Роман Сута, Элеонора (Нора) Пфеффер, Вильгельм Силлер.  Все мы были настроены антисоветски. Нашей главной целью было свержение ненавистного оккупационного режима и восстановление независимого грузинского государства. Мы надеялись, что немецкие войска, которые успешно заняли западную часть Северного Кавказа и к осени 1942 года непосредственно вышли к подступам Грузии, скоро освободят нас от советского режима. Для приобретения денег, обязательных для конспиративной деятельности, мы печатали и реализовывали фальшивые хлебные талоны, в чем очень пригодились талант и опыт Р. Суты. Он дружил с грузинскими художниками, с некоторыми из которых познакомился во время пребывания в Париже. Роман ненавидел советский строй, жертвой которого стала как его родина, так и Грузия. Поэтому он воодушевлено включился в деятельность нашей организации».
В 2008 году в Риге, на базе мемориальной квартиры Романа Суты и Александры Бельцовой, открылся музей, экспозиция которого посвящена творчеству художника.

## Творчество
Участвовал в составе коллективных художественных выставок с 1919 года. Его работы выставлялись в Тарту (1923), Таллине (1923, 1928), Берлине (1923, 1925, 1928), Варшаве (1924), Париже (1925, 1937), Стокгольме (1927), Нью-Йорке (1930), Вашингтоне (1930), Праге (1930), Осло (1933), Ленинграде (1934), Москве (1934), Брюсселе (1935), Лейпциге (1939).
Персональная выставка в Риге (1928, совместно с А. Бельцовой). Памятные выставки: Рига (1966, 1985—1986, 1991. 1996), Цесис (1991).
Наиболее известные живописные работы: «Церковь» (1917), «Две фигуры» (1919), «Автопортрет с трубкой» (1919), «Окопники» (1920), «Натюрморт с пилой» (начало 20-х годов), «Арлекин с гитарой» (1923), «Янис Пласе с подругой» (1927), «Ипподром» (1933).

### В театре
- 1933 — декорации и костюмы для балета Анатолия Вильтзака «Пульчинелла» (Латвийская опера, Рига).

## Семья
- Мать: Наталья Амалия Сута — одна из первых в послевоенной Латвии популяризаторов диетического и вегетарианского питания. Владелица популярного кафе «Суккуб».
- Брат: Рейнгольд Сута — штурман дальнего плавания.
- Жена: Александра Бельцова — художник.
- Дочь: Татьяна Сута — искусствовед.

## Фильмография

##### Художник
- 1940 — Каугурское восстание
- 1941 — В чёрных горах
- 1942 — Неуловимый Ян
- 1944 — Щит Джургая